# Mallorca Challenge
Mallorca Challenge, eller Vuelta a Mallorca, er en samling af fem UCI-løb på øen Mallorca som foregår i januar. Løbene er Trofeo Palma, Trofeo Las Salinas, Trofeo de Tramontana Sóller-Deyá, Trofeo Andrach-Lloseta. Samlingen af løbene har foregået siden 1992.

## Vindere

### Trofeo Palma
Tidligere navne:
- Trofeo Mallorca
- Trofeo Palma de Mallorca
- Trofeo Playa de Palma-Palma
- Trofeo Playa de Palma

| År                          | Vinder            | Toer                  | Treer                         |
| --------------------------- | ----------------- | --------------------- | ----------------------------- |
| Trofeo Mallorca             |                   |                       |                               |
| 1992                        | Kenneth Weltz     | Alfonso Gutiérrez     | Juan Carlos González Salvador |
| 1993                        | Asiat Saitov      | Laurent Jalabert      | Tom Cordes                    |
| 1994                        | Joan Llaneras     | David García Dapena   | Iñaki Gastón                  |
| 1995                        | Adriano Baffi     | Samuele Schiavina     | Laurent Jalabert              |
| 1996                        | Jeroen Blijlevens | Ángel Edo             | Jeremy Hunt                   |
| 1997                        | Erik Zabel        | Laurent Jalabert      | Michael van der Wolf          |
| 1998                        | Erik Zabel        | Robbie McEwen         | Jeremy Hunt                   |
| 1999                        | Jeroen Blijlevens | Tom Steels            | Mario Cipollini               |
| 2000                        | Óscar Freire      | Erik Zabel            | Paolo Bettini                 |
| 2001                        | Erik Zabel        | Sven Teutenberg       | Tom Steels                    |
| 2002                        | Isaac Gálvez      | Erik Zabel            | Thorsten Wilhelms             |
| 2003                        | Isaac Gálvez      | Allan Davis           | Alejandro Valverde            |
| 2004                        | Allan Davis       | Óscar Freire          | Erik Zabel                    |
| 2005                        | Óscar Freire      | Isaac Gálvez          | Vicente Reynès                |
| 2006                        | Isaac Gálvez      | Martin Elmiger        | Heinrich Haussler             |
| 2007                        | Óscar Freire      | José Joaquín Rojas    | Gennadij Mikhajlov            |
| 2008                        | Philippe Gilbert  | Graeme Brown          | Robert Förster                |
| 2009                        | Gert Steegmans    | Robbie McEwen         | José Joaquín Rojas            |
| Trofeo Palma de Mallorca    |                   |                       |                               |
| 2010                        | Robbie McEwen     | Koldo Fernández       | Óscar Freire                  |
| 2011                        | Tyler Farrar      | Francisco Ventoso     | Marcel Kittel                 |
| Trofeo Palma                |                   |                       |                               |
| 2012                        | Andrew Fenn       | André Schulze         | Aleksandr Porsev              |
| 2013                        | Kenny Dehaes      | Tyler Farrar          | Ben Swift                     |
| 2014                        | Sacha Modolo      | Jens Debusschere      | Dylan Groenewegen             |
| Trofeo Playa de Palma-Palma |                   |                       |                               |
| 2015                        | Matteo Pelucchi   | André Greipel         | Ben Swift                     |
| Trofeo Playa de Palma       |                   |                       |                               |
| 2016                        | André Greipel     | Nacer Bouhanni        | Dylan Page                    |
| Trofeo Palma                |                   |                       |                               |
| 2017                        | Daniel McLay      | Matteo Pelucchi       | Nacer Bouhanni                |
| 2018                        | John Degenkolb    | Erik Baška            | Coen Vermeltfoort             |
| 2019                        | Marcel Kittel     | Timothy Dupont        | Hugo Hofstetter               |
| 2020                        | Matteo Moschetti  | Pascal Ackermann      | Andrea Pasqualon              |
| 2021                        | André Greipel     | Alexander Kristoff    | Christophe Noppe              |
| 2022                        | Arnaud De Lie     | Sebastián Molano      | Sasha Weemaes                 |
| 2023                        | Ethan Vernon      | Biniam Girmay         | Jarne Van De Paar             |
| 2024                        | Gerben Thijssen   | Alexander Kristoff    | Marijn van den Berg           |
| 2025                        | Iúri Leitão       | Stanisław Aniołkowski | Erlend Blikra                 |

### Trofeo Las Salinas
Tidligere navne:
- Trofeo Alcudia
- Trofeo Cala Millor
- Trofeo Campos

| År                 | Vinder                  | Toer                          | Treer                          |
| ------------------ | ----------------------- | ----------------------------- | ------------------------------ |
| Trofeo Alcudia     |                         |                               |                                |
| 1992               | Alfonso Gutiérrez       | Juan Carlos González Salvador | Manuel Jorge Domínguez         |
| 1993               | Alfonso Gutiérrez       | Asiat Saitov                  | Ángel Edo                      |
| 1994               | Asier Guenetxea Sasiain | Alfonso Gutiérrez             | Ángel Edo                      |
| 1995               | Jeroen Blijlevens       | Ángel Edo                     | Adriano Baffi                  |
| 1996               | Godert de Leeuw         | Rolf Aldag                    | Federico Colonna               |
| 1997               | Peter Van Petegem       | Erik Zabel                    | Erik Dekker                    |
| 1998               | Jeremy Hunt             | Robbie McEwen                 | Miguel Ángel Martín Perdiguero |
| 1999               | Claus Michael Møller    | Francisco Cabello Luque       | Erik Dekker                    |
| 2000               | Robbie McEwen           | Erik Zabel                    | Rubén Galván                   |
| 2001               | Michael Boogerd         | Fabian Jeker                  | Félix García Casas             |
| 2002               | Igor Flores             | Paolo Bettini                 | Francisco Cabello Luque        |
| 2003               | Allan Davis             | Erik Zabel                    | Gerben Löwik                   |
| 2004               | Óscar Freire            | Erik Zabel                    | Allan Davis                    |
| Trofeo Cala Millor |                         |                               |                                |
| 2005               | Óscar Freire            | Isaac Gálvez                  | Dimitri De Fauw                |
| 2006               | Isaac Gálvez            | Robert Förster                | Paolo Bettini                  |
| 2007               | Vicente Reynès          | José Joaquín Rojas            | Tomas Vaitkus                  |
| 2008               | Graeme Brown            | Denis Flahaut                 | Gert Steegmans                 |
| 2009               | Robbie McEwen           | Graeme Brown                  | Guillaume Blot                 |
| 2010               | Óscar Freire            | André Greipel                 | Manuel Cardoso                 |
| 2011               | Tyler Farrar            | John Degenkolb                | Leigh Howard                   |
| Trofeo Migjorn     |                         |                               |                                |
| 2012               | Andrew Fenn             | Aleksandr Porsev              | Matteo Pelucchi                |
| Trofeo Campos      |                         |                               |                                |
| 2013               | Leigh Howard            | Tyler Farrar                  | José Joaquín Rojas             |
| Trofeo Las Salinas |                         |                               |                                |
| 2014               | Sacha Modolo            | Ben Swift                     | Gianni Meersman                |
| 2015               | Matteo Pelucchi         | Elia Viviani                  | José Joaquín Rojas             |
| 2016               | André Greipel           | Sam Bennett                   | Edvald Boasson Hagen           |
| 2017               | André Greipel           | Jonas Vangenechten            | Daniel McLay                   |
| 2018               | John Degenkolb          | Sondre Holst Enger            | Jasper De Buyst                |
| 2019               | Jesús Herrada           | Guillaume Martin              | Bauke Mollema                  |
| 2020               | Matteo Moschetti        | Pascal Ackermann              | Jon Aberasturi                 |
| 2021               | André Greipel           | Alexander Kristoff            | Christophe Noppe               |
| 2022               | Biniam Girmay           | Ryan Gibbons                  | Giacomo Nizzolo                |
| 2023               | Marijn van den Berg     | Ethan Vernon                  | Biniam Girmay                  |
| 2024               | Paul Magnier            | Alberto Dainese               | Luke Lamperti                  |
| 2025               | Marijn van den Berg     | Anthony Turgis                | Erlend Blikra                  |

### Trofeo de Tramontana Sóller-Deyá
Tidligere navne:
- Trofeo Sóller
- Trofeo Inca
- Trofeo Sierra de Tramontana

| År                                                                 | Vinder                        | Toer                 | Treer                    |
| ------------------------------------------------------------------ | ----------------------------- | -------------------- | ------------------------ |
| Trofeo Sóller                                                      |                               |                      |                          |
| 1992                                                               | Juan Carlos González Salvador | Antonio Esparza      | Erik Dekker              |
| 1993                                                               | Laurent Jalabert              | Asiat Saitov         | Ángel Edo                |
| 1994                                                               | Ángel Edo                     | Alfonso Gutiérrez    | Herminio Díaz Zabala     |
| 1995                                                               | Laurent Jalabert              | Adriano Baffi        | Asiat Saitov             |
| 1996                                                               | Francisco Cabello Luque       | Laurent Jalabert     | Ignacio García Camacho   |
| 1997                                                               | Laurent Jalabert              | Francisco Benítez    | Alex Zülle               |
| 1998                                                               | Tom Steels                    | Léon van Bon         | Andreas Klier            |
| 1999                                                               | Mario Cipollini               | Robbie McEwen        | Tom Steels               |
| 2000                                                               | Francisco Cabello Luque       | Pedro Horrillo       | Erik Zabel               |
| 2001                                                               | Mathew Hayman                 | Erik Zabel           | Robbie McEwen            |
| 2002                                                               | Óscar Freire                  | Tom Steels           | Erik Zabel               |
| 2003                                                               | Aljaksandr Vusaw              | Isaac Gálvez         | Erik Zabel               |
| 2004                                                               | Alejandro Valverde            | David Blanco         | Rubén Plaza              |
| 2005                                                               | Alejandro Valverde            | Ricardo Serrano      | Aitor Pérez              |
| 2006                                                               | Paolo Bettini                 | Antonio Colom        | David Bernabéu           |
| 2007                                                               | Antonio Colom                 | Luis León Sánchez    | Alberto Contador         |
| 2008                                                               | Philippe Gilbert              | Sebastian Langeveld  | Maarten Wynants          |
| Trofeo Inca                                                        |                               |                      |                          |
| 2009                                                               | Antonio Colom                 | Edvald Boasson Hagen | Jérôme Pineau            |
| 2010                                                               | Linus Gerdemann               | Rafael Valls         | Manuel Vázquez Hueso     |
| 2011                                                               | Ben Hermans                   | Arkaitz Durán        | Xavier Tondo             |
| Trofeo Sierra de Tramontana 2012 aflyst pga. ugunstige vejrforhold |                               |                      |                          |
| 2013                                                               | Alejandro Valverde            | Sergio Henao         | Robert Gesink            |
| 2014                                                               | Michał Kwiatkowski            | Edvald Boasson Hagen | Francesco Gavazzi        |
| 2015                                                               | Alejandro Valverde            | Tim Wellens          | Leopold König            |
| 2016                                                               | Fabian Cancellara             | Michał Kwiatkowski   | Tiesj Benoot             |
| 2017                                                               | Tim Wellens                   | Louis Vervaeke       | Vicente García de Mateos |
| 2018                                                               | Tim Wellens                   | Gianni Moscon        | Alejandro Valverde       |
| Trofeo de Tramontana Sóller-Deyá                                   |                               |                      |                          |
| 2019                                                               | Tim Wellens                   | Emanuel Buchmann     | Alejandro Valverde       |
| 2020                                                               | Emanuel Buchmann              | Alejandro Valverde   | Gregor Mühlberger        |
| 2021                                                               | Jesús Herrada                 | Jonathan Lastra      | Héctor Carretero         |
| 2022                                                               | Tim Wellens                   | Alejandro Valverde   | Simon Clarke             |
| 2023                                                               | Kobe Goossens                 | Lennert Van Eetvelt  | Ilan Van Wilder          |
| 2024                                                               | Lennert Van Eetvelt           | Aleksandr Vlasov     | Brandon McNulty          |
| 2025                                                               | Florian Stork                 | Martin Marcellusi    | Markus Hoelgaard         |

### Trofeo Andrach-Lloseta
Tidligere navne:
- Trofeo Manacor
- Trofeo Pollensa
- Trofeo Magaluf-Palmanova
- Trofeo Playa de Muro
- Trofeo Andrach
- Trofeo Pollensa-Andrach
- Trofeo Andrach-Mirador del Colomer
- Trofeo Lloseta-Andrach

| År                                                         | Vinder             | Toer                           | Treer                          |        |
| ---------------------------------------------------------- | ------------------ | ------------------------------ | ------------------------------ | ------ |
| Trofeo Manacor                                             |                    |                                |                                |        |
| 1992                                                       | Alfonso Gutiérrez  | Juan Carlos González Salvador  | Vadim Chabalkine               |        |
| 1993                                                       | Laurent Jalabert   | Asiat Saitov                   | Manuel Fernández Ginés         |        |
| 1994                                                       | José Ramón Uriarte | Mariano Rojas                  | David García Markina           |        |
| 1995                                                       | Samuele Schiavina  | Laurent Jalabert               | Adriano Baffi                  |        |
| 1996                                                       | Federico Colonna   | Jeremy Hunt                    | Rolf Aldag                     |        |
| 1997                                                       | Hendrik Van Dijck  | Erik Zabel                     | Tom Steels                     |        |
| 1998                                                       | Elio Aggiano       | Miguel Ángel Martín Perdiguero | Léon van Bon                   |        |
| 1999                                                       | Mario Cipollini    | Steven de Jongh                | Erik Zabel                     |        |
| 2000                                                       | Paolo Bettini      | Erik Zabel                     | Giuseppe Di Grande             |        |
| 2001                                                       | Erik Zabel         | Sven Teutenberg                | Robbie McEwen                  |        |
| 2002                                                       | Óscar Freire       | Isaac Gálvez                   | Erik Zabel                     |        |
| 2003                                                       | Isaac Gálvez       | Fabrizio Guidi                 | Erik Zabel                     |        |
| 2004                                                       | Allan Davis        | Erik Zabel                     | Danilo Hondo                   |        |
| 2005                                                       | Alejandro Valverde | Ronald Mutsaars                | Steven de Jongh                |        |
| Trofeo Pollensa                                            |                    |                                |                                |        |
| 2006                                                       | David Bernabéu     | Julián Sánchez                 | Paolo Bettini                  |        |
| 2007                                                       | Thomas Dekker      | Vladimir Gusev                 | Alberto Fernández de la Puebla |        |
| 2008                                                       | José Joaquín Rojas | Giovanni Visconti              | Philippe Gilbert               |        |
| 2009                                                       | Daniele Bennati    | Tom Leezer                     | Jérôme Pineau                  |        |
| Trofeo Magaluf-Palmanova                                   |                    |                                |                                |        |
| 2010                                                       | André Greipel      | Koldo Fernández                | Manuel Cardoso                 |        |
| 2011                                                       | Murilo Fischer     | Óscar Freire                   | José Joaquín Rojas             |        |
| 2012 aflyst pga. økonomiske problemer Trofeo Playa de Muro |                    |                                |                                |        |
| 2013                                                       | Leigh Howard       | Maarten Wynants                | Davide Cimolai                 |        |
| 2014                                                       | Gianni Meersman    | Francisco Ventoso              | Ben Swift                      |        |
| Trofeo Andrach                                             |                    |                                |                                |        |
| 2015                                                       | Steve Cummings     | Alejandro Valverde             | Davide Formolo                 |        |
| Trofeo Pollensa-Andrach                                    |                    |                                |                                |        |
| 2016                                                       | Gianluca Brambilla | Michał Kwiatkowski             | Zdeněk Štybar                  |        |
| Trofeo Andrach-Mirador del Colomer                         |                    |                                |                                |        |
| 2017                                                       | Tim Wellens        | Alejandro Valverde             | Tiesj Benoot                   |        |
| Trofeo Lloseta-Andrach                                     |                    |                                |                                |        |
| 2018                                                       | Toms Skujiņš       | Gregor Mühlberger              | Elmar Reinders                 |        |
| Trofeo Andrach-Lloseta                                     |                    |                                |                                |        |
| 2019                                                       | Emanuel Buchmann   | Tim Wellens                    | Bauke Mollema                  |        |
| 2020                                                       | Marc Soler         | Gregor Mühlberger              | Davide Villella                |        |
| 2021                                                       | Winner Anacona     | Vegard Stake Laengen           | Mikel Iturria                  |        |
| 2022                                                       | Alejandro Valverde | Brandon McNulty                | Aleksandr Vlasov               |        |
| 2023                                                       | Kobe Goossens      | Pelayo Sánchez                 | Lennert Van Eetvelt            |        |
| 2024                                                       | Pelayo Sánchez     | Marius Mayrhofer               | Aleksandr Vlasov               |        |
| 2025                                                       | aflyst             | aflyst                         | aflyst                         | aflyst |

### Trofeo Calviá
Tidligere navn:
- Trofeo Deyá

Too many Wikidata entities accessed. Number of entities loaded: 400/400.